# Wojak długosterny
Wojak długosterny (Leistes loyca) – gatunek średniej wielkości ptaka z rodziny kacykowatych (Icteridae). Jest pospolitym, występującym na całym obszarze południowej części Ameryki Południowej oraz Falklandach ptakiem. Jest uznawany za gatunek najmniejszej troski.

## Systematyka
Gatunek ten po raz pierwszy zgodnie z zasadami nazewnictwa binominalnego opisał Karol Linneusz w 1771 roku w Mantissa Plantarum Altera, pod nazwą Sturnus militaris. Gdy postanowiono przenieść gatunek do tego samego rodzaju co wojak krawatowy, trzeba było zmienić nazwę, gdyż epitet gatunkowy wojaka krawatowego to także militaris, z tym że ptak ten został opisany przez Linneusza wcześniej – w 1758 roku – i jego nazwa miała priorytet. Najstarszą wolną binominalną nazwą wojaka długosternego była Sturnus Loyca, którą nadał temu gatunkowi Juan Ignacio Molina w wydanej w 1782 roku książce Saggio sulla storia naturale del Chili. Po przeniesieniu do rodzaju Leistes gatunek nosi nazwę Leistes loyca.
Czasami wojak długosterny uznawany był za jeden gatunek z wojakiem żabotowym (Leistes bellicosus) lub jednocześnie z wojakiem żabotowym i wojakiem pampasowym (Leistes defilippii). Wyróżnia się cztery podgatunki:
- L. l. loyca (Molina, 1782)
- L. l. catamarcanus 	(Zotta, 1937)
- L. l. obscurus (Nores & Yzurieta, 1979)
- L. l. falklandicus (Leverkühn, 1889)

### Etymologia
- Leistes: gr. λῃστης lēistēs – złodziej, od λῃστευω lēisteuō – kraść (por. λῃζομαι lēizomai – grabić)[12],
- loyca: od chilijskiej nazwy Loica tego gatunku[13].

## Morfologia
Nieduży ptak ze średnim, dosyć grubym u nasady, szpiczastym dziobem w kolorze kości słoniowej z niebieskawym odcieniem. Nogi szarobrązowe. Tęczówki ciemnobrązowe, dolna powieka biała. Samce mają przeważnie brązowawe ubarwienie z czarniawymi smugami w górnej części ciała. Głowa i boki szyi czarniawe z długim szerokim białym paskiem brwiowym, który u nasady dzioba, przed okiem, ma czerwoną plamkę. Krótki biały pasek podwąsowy. Podgardle, gardło, szyja, pierś i górna część brzucha różowoczerwone, otoczone są przez czarniawy pas, który obejmuje także brzuch. Boki w płowoszare w pasy z czarniawymi prążkami. Pokrywy skrzydeł blade szarobiałe. Samice są zdecydowanie bledsze i mniej brązowe od samców, z białym gardłem i bladopomarańczowym brzuchem. Młode osobniki podobne do samicy, ale mniej barwne na brzuchu. Samica nieco mniejsza od samca. Podgatunek L. l. catamarcanus nieco bledszy od nominatywnego, L. l. obscurus jest ciemniejszy od podgatunku nominatywnego, z mniejszą ilością czerwieni w spodniej części ciała, ograniczoną do górnej części brzucha, L. l. falklandicus ma nieco dłuższy dziób niż podgatunek nominatywny, ma też nieco bieli na najbardziej zewnętrznych sterówkach ogona. Długość ciała z ogonem średnio 26,9 cm; średnia masa ciała: samiec 112,4 g, samica 97,1 g.

## Zasięg występowania
Wojak długosterny występuje na całym obszarze południowej części Ameryki Południowej oraz na Falklandach. Poszczególne podgatunki rozmieszczone są:
- L. l. loyca – w Chile od południowej części regionu Atakama do przylądka Horn (region Magallanes) i w Argentynie od prowincji San Juan, Mendoza i Buenos Aires na południe do prowincji Ziemia Ognista, Antarktyda i Wyspy Południowego Atlantyku,
- L. l. catamarcanus – w północno-zachodniej Argentynie (prowincje Jujuy, Catamarca),
- L. l. falklandicus – Falklandy,
- L. l. obscurus – w górach Sierras de Córdoba w prowincji Córdoba i prowincji San Juan[8][10].

Jest gatunkiem w zasadzie osiadłym z możliwymi niewielkimi ruchami w okresie pozalęgowym na niżej położone stanowiska. W Parku Narodowym Los Glaciares zaobserwowano, że część osobników migruje w czasie surowych zim. Zaobserwowano także pojedyncze osobniki na Georgii Południowej. Jego zasięg występowania według szacunków organizacji BirdLife International obejmuje 3,7 mln km² w sezonie lęgowym, a 4 mln km² łącznie z obszarami odwiedzanymi poza sezonem legowym.

## Ekologia
Głównymi habitatami wojaka długosternego są suche łąki, zakrzewione stepy, często w pobliżu wilgotnych bagien, strumieni na obszarach występowania kortaderii pampasowej (Cortaderia selloana). Na bardziej wilgotnych terenach zamieszkuje skaliste tereny z trawami z rodzajów kostrzewa (Festuca) i ostnica (Stipa). Na wybrzeżach Atlantyku zamieszkuje wilgotne, porośnięte kępami traw obniżenia terenu w pobliżu wydm. Ostatnio spotykany jest także na polach uprawnych i pastwiskach. Podgatunek nominatywny występuje na wysokościach od poziomu morza do 2800 m n.p.m., L. l. catamarcanus na wysokościach od 1200 do 3100 m n.p.m., a L. l. obscurus powyżej 1100 m n.p.m.
Dieta wojaka długosternego składa się ze stawonogów, nasion i owoców. W zachodniej Argentynie stwierdzono spożywanie nasion kukurydzy, a na Falklandach ziemniaków. Żeruje głównie na ziemi lub na niskiej roślinności, zwykle w niewielkich grupach, a w okresie zimowym czasami w grupach dochodzących do 100 osobników.

### Rozmnażanie
Okres lęgowy w Chile i Argentynie trwa od września do stycznia, a na Falklandach czasem już od końca sierpnia. Gniazda budowane są przez samice z materiału roślinnego, głównie łodyg traw, maja kształt miseczki, a część z nich przykryta jest rodzajem kopuły; budowane są na ziemi, w niewielkim zagłębieniu umieszczonym wśród gęstej roślinności. Są dobrze ukryte, czasami do gniazda prowadzi tunel poprzez roślinność. W lęgu samica składa od 3 do 4 jaj. Jaja są od płowożółtych do szarawych z gęstymi kropkami, plamkami lub rozmazanymi pręgami; średnie wymiary jaj: 30,3×21,1 mm. Brak informacji o czasie inkubacji i przebywania piskląt w gnieździe. Pisklęta karmione są przez oboje rodziców. Pasożytem lęgowym gniazd wojaka długosternego jest starzyk granatowy.

## Status
W Czerwonej księdze gatunków zagrożonych IUCN wojak długosterny klasyfikowany jest jako gatunek najmniejszej troski (LC – Least Concern). Liczebność populacji nie została oszacowana, zaś jej trend oceniany jest jako stabilny ze względu na brak dowodów na spadki liczebności bądź istotne zagrożenia dla gatunku. Ptak ten opisywany jest jako pospolity.